# Kobajasi Oszamu
Kobajasi Oszamu (Tokió 1964. január 10. – 2021. április 17.) japán animátor, illusztrátor, mechanikai tervező és animációs rendező.
A középiskola elvégzése után tervezőként és mangaművészként dolgozott.
Nemrégiben[mikor?] két tévésorozatot készített a Madhouse Studios számára.
Nevét időnként teljes katakanában adják meg, hogy megkülönböztesse Osamu Kobayashitól, egy független anime epizód rendezőtől.
Meghalt veserákban.

## Filmográfia
Híresebb művei: 
Rendező
- Beck: Mongolian Chop Squad (TV) (2004-2005)
- Paradise Kiss (TV) (2005)
- Naruto: Shippuden (TV) (2016) (eps 480-483)

Egyéb
- The Last: Naruto the Movie (Movie) (2014)  – Koncepcióművészet
- Dororo (TV) (2019) – forgatókönyv- és epizódrendező (15. ep), befejező animáció